# Proctorville (Ohio)
Pour les articles homonymes, voir Proctorville.
Proctorville est un village américain situé dans le comté de Lawrence, dans l'Ohio. Selon le recensement de 2010, sa population est de 574 habitants.